# Bourgvilain
Bourgvilain är en kommun i departementet Saône-et-Loire i regionen Bourgogne-Franche-Comté i östra Frankrike. Kommunen ligger i kantonen Tramayes som tillhör arrondissementet Mâcon. År 2022 hade Bourgvilain 360 invånare.

## Befolkningsutveckling
Antalet invånare i kommunen Bourgvilain
| Referens: INSEE |